# Religião védica
O vedismo ou religião védica histórica (também conhecida somente como religião védica, hinduísmo antigo e, posteriormente associada à filosofia do bramanismo)  é constituída por praticas e tradições presentes em alguns grupos Indo-arianos que povoaram o nordeste do subcontinente indiano, durante o período védico (1500 a.C. - 500 a.C.).
Ela é a predecessora histórica das religiões dármicas. Sua liturgia reflete-se na parte Mantra dos Vedas. As práticas religiosas centravam-se ao redor de um sacerdócio védico responsável por sacrifícios rituais. Uma pequena porção conservadora dos Shrautins continua esta tradição ainda hoje, dentro do hinduísmo.